# Shin Megami Tensei: Devil Summoner 2: Raidou Kuzunoha vs. King Abaddon
A Shin Megami Tensei: Devil Summoner 2: Raidou Kuzunoha vs. King Abaddon (デビルサマナー 葛葉ライドウ 対 アバドン王; Hepburn: Debiru Samanā Kuzunoha Raidō tai Abadon Ō; magyaros átírással Debiru Szamaná Kuzonoha Raidó tai Abadon Ó) egy japán akció RPG játék. A játék főszereplője mint a Devil Summoner: Raidou Kuzunoha vs. The Soulless Armyban és a Devil Summoner: Raidou Kuzunoha vs. The Dead Ekishi novellában itt is XIV. Raidou Kuzunoha.
Az Atlus fejlesztette és adta ki. Japánban 2008. október 23-án adták ki két formában. A sima kiadásban a játék zenéje is benne volt, a limitált kiadásban volt egy Devil Summoner: Raidou Kuzunoha vs. King Abaddon Plüss és a Shin Megami Tensei III: Nocturne Maniax Chronicle Edition játék. Amerikában 2009. május 12-én adták ki. Az első kiadásban van egy Raidounak öltözött Jack Frost (az Atlus kabalája). A játékot PAL területeken még nem adták ki mert az előző játék kiadója a KOEI bejelentette, hogy nem fogja kiadni.

## Történet
XIV. Raidou Kuzunohát Yatagarasu újra hívja, hogy védje meg Japán fővárosát. A Taisó kor a játékban a 20. évében jár 1930-ban (a Taisó kor 1926-ig tartott). Raidounak és mesterének Goutonak a beszélő macskának újra meg kell védenie a várost miközben a Narumi nyomozóirodáját is vezetniük kell. A történet akkor kezdődik amikor egy fiatal nő bemegy az irodába és Raidouékat arra kéri, hogy találjanak meg egy Dahn nevű férfit.

## Játékmenet
A játékmenet az előző Raidou Kuzunoha játék továbbfejlesztett változata. Raidou és Gouto Tsukudo-Choban vagy a környező városokban nyomozhat, embereket kérdezgethet.
A harcokban Raidou tud a kardjával és a pisztolyával is támadni. A kardjával ki tudja védeni az ellenfelek támadásait, de ezek elől el is ugorhat.
A játékban már nem a Pokémonhoz hasonló szörnyfogós rendszer van, mint több Shin Megami Tensei játékban ebben is beszélgetni kell a démonokkal vagy le is lehet őket fizetni, hogy csatlakozzanak. Raidou ezekből a démonokból egyszerre kettőt tud megidézni.  Raidou és a szörnyei is tudnak fejlődni.
Raidounak figyelni kell a MAG (Magnetite) szintjére is. A MAG a szörnyek támadásaihoz szükséges. MAG-ot az ellenfelek megölésével is lehet szerezni, de ha az ellenfelek gyengéit támadja Raidou akkor sokkal több MAG-ot kap.
A harcokon kívül is tudnak a démonok segíteni. Tudnak más emberek fejében olvasni ezzel pedig a nyomozást segítik. Raidou Dr. Victor Gouma-Den gépét használja, hogy démonokat kombináljon és fegyvereket készítsen.

## Zene
Shoji Meguro komponálta a játék zenéjét. Az OST-t Japánban a játékhoz csomagolták. Ezen a lemezen 23 szám van ami összesen 45 perc hosszú.
Több számot is átvettek az előző játékból, de többet ehhez a játékhoz komponált Shoji Meguro.

## Kritikák
| Publikáció                   | Pont         |              |
| ---------------------------- | ------------ | ------------ |
| IGN                          | 7.5          |              |
| 1UP                          | A            |              |
| GameSpot                     | 7.5/10       |              |
| XPlay                        | [ 10 ]       |              |
| Átfogó cikket közlő weboldal | Összpontszám | Összpontszám |
| Metacritic                   | 79/100       |              |
| GameRankings                 | 79,62%/100   |              |

A Shin Megami Tensei: Raidou Kuzunoha vs. King Abaddon átlagosan jó kritikákat kapott. A Metacriticen 78 az értékelése.

## Külső hivatkozások
- Hivatalos angol weboldal